# Museo Estatal de Pensilvania
El Museo Estatal de Pensilvania es un museo ubicado en 300 North Street en el centro de Harrisburg, administrado por la Commonwealth de Pensilvania a través de la Comisión Histórica y de Museos de Pensilvania para preservar e interpretar la historia y la cultura de la región. Es parte de la Complejo del Capitolio del estado de Pensilvania. Mientras que su nombre oficial es "Museo Estatal de Pensilvania", en ocasiones tanto el público como las publicación oficiales se refieren a las instalaciones como el Museo Conmemorativo William Penn; la sala central del museo presenta una estatua grande de William Penn.

## Historia
El 28 de marzo de 1905, el gobernador Samuel W. Pennypacker firmó una legislación que fundó el Museo Estatal de Pensilvania.  El propósito del museo en ese  tiempo era la "preservación de ilustraciones de la flora y fauna del estado y la mineralogía, geología, arqueología, artes e historia." La declaración de la misión del museo fue influenciado por otros museos estatales que ya se encontraban establecidos como los de Nueva York, Illinois e Indiana. Más tarde en 1905, Pennypacker firmó la Ley 481 la cual le dio al museo 20,000 dólares de la época. El 1 de marzo de 1907, el personal y la colección del museo fueron trasladados al edificio de Oficinas Ejecutivas. Se convirtió en parte de la Comisión Histórica y de Museos de Pensilvania en 1945, y se trasladaron a sus instalaciones actuales en 1964. Está localizado adyacente al edificio del Capitolio del estado. El edificio es redondo y las exposiciones de museo están repartidas en la planta baja y primer, segundo y tercer piso mientras que las oficinas del personal de Comisión Histórica y de Museos de Pensilvania se ubican en el cuarto y quinto piso.  El edificio fue listado en el Registro Nacional de Lugares Históricos en 2014.

## Exposiciones
El museo incluye un planetario multimedia, así como cuatro pisos de exposiciones dedicadas a la historia de Pensilvania desde la era prehistórica hasta acontecimientos actuales. En el museo se encuentra una exhibición y una colección de los artefactos relacionados con la Guerra de Secesión, así como una colección extensa de innovaciones industriales y tecnológicas. Obras de arte, pinturas, dioramas, y medios audiovisuales apoyan las exhibiciones. Hay más de tres millones de objetos en las colecciones del museo. El museo estatal cuenta con tres categorías de exhibiciones diferentes; permanentes, temporales y exposiciones en línea.

## Galería
|                         |
| Artefactos de Conestoga |

|                        |
| Vagón de los Conestoga |

|                 |
| Pintura de 1883 |